# Heinz-Martin Ewert
Heinz-Martin Ewert (12 de maio de 1915 - 15 de novembro de 1980) foi um oficial alemão que serviu no Deutsches Heer durante a Segunda Guerra Mundial. Foi condecorado com a Cruz de Cavaleiro da Cruz de Ferro com Folhas de Carvalho.

## Condecorações
| Cruz de Ferro (1939) 2ª Classe                                   | 7 de junho de 1940      |
| Cruz de Ferro (1939) 1ª Classe                                   | 2 de agosto de 1941     |
| Distintivo da infantaria de assalto                              | 22 de janeiro de 1942   |
| Medalha da Frente Oriental                                       | 15 de agosto de 1942    |
| Cruz Germânica em Ouro                                           | 2 de outubro de 1943    |
| Cruz de Cavaleiro da Cruz de Ferro                               | 23 de novembro de 1941  |
| Cruz de Cavaleiro da Cruz de Ferro com Folhas de Carvalho nº 750 | 22 de fevereiro de 1945 |